# 仙台市立上愛子小学校
仙台市立上愛子小学校（せんだいしりつかみあやししょうがっこう）は、宮城県仙台市青葉区にある公立小学校。2021年の児童数は89人、8学級、教職員24人。

## 所在地
- 宮城県仙台市青葉区上愛子字白沢14番地

## 歴史
上愛子小学校は、1879年（明治12年）3月に当時の上愛子村によって白沢に創設された。1889年（明治22年）に宮城郡作並村、熊ヶ根村、上愛子村、下愛子村、郷六村の5村合併により広瀬村が生まれると、下愛子にあった愛子小学校改め広瀬小学校の分教場（分校）になった。1932年（昭和17年）に上愛子国民学校に昇格した。1947年（昭和22年）に国民学校から小学校に改称した。上愛子小学校には、熊ヶ根の生徒も通い、後には大倉地区の南部も学区に組み入れた。児童数は1960年（昭和35年）に485人に達したが、その後減少し、1968年（昭和43年）には346人、2006年（平成18年）には133人になった。
- 1879年（明治12年）3月 - 上愛子小学校開校。
- 1889年（明治22年） - 広瀬小学校に統合。上愛子分教場。
- 1941年（昭和16年）4月1日 - 国民学校令により、広瀬国民学校上愛子分校に改称。
- 1942年（昭和17年）3月31日 - 上愛子国民学校として独立開校。
- 1947年（昭和22年）4月1日 - 学校教育法施行により、広瀬村立上愛子小学校に改称。
- 1955年（昭和30年）2月 - 広瀬村が宮城村に合併された為、宮城村立上愛子小学校に改称。
- 1963年（昭和38年）11月 - 宮城村の町制施行により、宮城町立上愛子小学校に改称。
- 1987年（昭和62年）11月 - 宮城町の仙台市への編入に伴い、仙台市立上愛子小学校に改称。
- 1989年（平成元年）4月 - 旧秋保町白沢地区の児童を秋保小学校より編入[2]。
- 2020年（令和2年）4月1日 - 大倉小学校と作並小学校を併合[3]。

## 学区
出典
- ニッカ
- 芋沢（字柿崎、字柿崎下、字柿崎中、字柿崎原、字柿崎東、字柿崎南、字座当、字下窪、字下清水、字下清水下、字新苦地、字宅地、字田尻、字中田、字中田西、字中田東（3番以降）、字苦地、字苦地下、字苦地中、字二尺木、字八幡）
- 大倉
- 上愛子（字赤生木、字板颪、字五ツ森、字岩多羅山、字大清水、字大平、字大針、字大道、字大森、字折葉、字上大椚、字上北、字上沢口、字上志田、字上十三枚田、字上遠野原、字北、字北田、字狐、字倉内、字坂下、字沢目、字三本木、字下清水、字志田、字下大椚、字下北、字下沢口、字下十三枚田、字下遠野原（32番、33番、36～38番を除く）、字白沢、字田子上、字田子下、字田中、字堤、字寺、字遠野原、字道半、字内崩、字中遠野原、字西、字西原、字箱倉山、字原、字舟橋、字前山、字松原（1～24番）、字道合、字道上、字道下、字南、字宮西、字谷地、字山神、字山下）
- 熊ケ根
- 作並
- 新川

## 進学先
出典
- 仙台市立広瀬中学校 - 上記「学区」から、下述の広陵中学校の通学区域を除く地域から通う児童の主な進学先
- 仙台市立広陵中学校 - ニッカ、大倉、上愛子（字大平、字折葉、字田子上、字田子下、字道半、字内崩のみ）、熊ケ根、作並、新川の各地区から通う児童の主な進学先

## 周辺
- 国道48号線
- JR東日本仙山線
- 他は、住宅が何件かあるほか、周囲は山林が広がる。

## アクセス
- 仙台市営バス「84」系統・「86」系統・「840・S840」系統・「843」系統・「844・S844」系統・「845・S845」系統・「846」系統で、「上愛子小学校前」停留所下車後、学校正門（校門）まで、
  - 白沢駅・愛子駅・県庁市役所前・仙台駅方面のりばから、徒歩約75m・約1分。
  - 上ノ原・野尻町北・作並温泉元湯・熊ヶ根関・定義方面のりばから、徒歩約90m・約1〜2分（国道48号線を跨ぐ歩道橋経由）。
- JR東日本仙山線陸前白沢駅から、
  - 徒歩約1.2km・約18分。
  - 国道48号線上の「白沢駅前」停留所まで徒歩移動し、上述の市営バスに乗車し2分、「上愛子小学校前」停留所下車。